# William Henry Mackinnon
Sir William Henry Mackinnon (15 dicembre 1852 – 17 marzo 1929) è stato un generale inglese.

## Carriera
Educato a Harrow School, Mackinnon entrò nei Grenadier Guards nel 1870. Fu nominato segretario militare del governatore di Malta nel 1884 e segretario privato del governatore di Madras (1885-1887).
Dopo lo scoppio della seconda guerra Boera, nel dicembre 1899 venne costituito un corpo di volontari imperiali. Arrivarono in Sudafrica nel gennaio 1900 e tornarono nell'ottobre dello stesso anno.
In seguito è stato nominato direttore delle forze ausiliari nel 1905 e direttore generale della Forza territoriale nel 1908. Fu nominato generale e comandante in capo del Comando occidentale (Regno Unito) nel 1910; si ritirò nel 1916.

## Matrimonio
Nel 1881 sposò Madeleine Frances Hatton ed ebbero una figlia.